# José Sarrau
José Sarrau fue un gastrónomo español, autor de diversos libros de cocina y gastronomía a mediados y finales del siglo XX. Director de la Academia de Gastrónomos de Madrid: El Cordón Bleu. Miembro de honor de The Epicurean Mondial Gastronomique Circle de London.

## Obras
Algunas de las obras de José Sarrau son dedicadas a la hostelería, el resto son de divulgación y recetarios. La obra por la que es más conocido y una mayor tirada tuvo fue «Nuestra Cocina». Algunas de las obras on:
- «Educación Profesional Hostelera». 1ª edición. Madrid, 1964
- «Pescados. Peces, crustáceos y moluscos». 2ª edición. Madrid, 1959.
- «Nuestra Cocina», 4ª edición. Madrid, 1955
- «La Cocina Española en la Cocina Eléctrica Edesa». Bilbao, 1952.
- «El Restaurante». 1ª edición. Madrid, 1951.
- «La Alimentación de Artríticos, Reumáticos y Diabéticos». Madrid, 1949
- «Nuestra Cocina». 2ª edición, Madrid, 1946.
- «Ciencia Gastronómica». 1ª edición, Madrid, 1942.
- «Tapas y Aperitivos». 1ª edición, Madrid, 1944.
- «Guía Gastronómica». 3ª edición, Madrid, 1942
- «Recetario de Academia Gastronómica». Madrid, 1932
- «El Maître d'Hôtel y El Arte de la Cocina Moderna». Madrid, 1929